# 战斗机弹射船
战斗机弹射船也称为弹射武装船是皇家海军二战中给船队提供空中保护的一种船。一共用海洋临检船和巡洋舰改装了五艘。它的概念也延伸到商船上，用商船改装的称为弹射飞机商船。
第一艘船是1926年下水1940年改装的Ariguani (F105)。